# Hetman

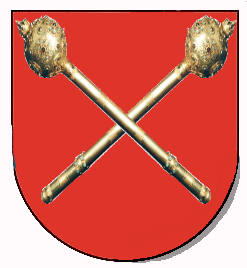
Wapenschild van een hetman

Hetman (Oekraïens: гетьман, hetjman; Russisch: гетман, getman; Tsjechisch: hejtman; Roemeens: hatman) was de titel van de op een na hoogste militaire bevelhebber (na de vorst) in Polen en het grootvorstendom Litouwen van de 15e tot de 18e eeuw, die van 1569 tot 1795 samen het Pools-Litouwse Gemenebest vormden.
De titel werd ook gebruikt bij de Kozakken van Oekraïne en Rusland vanaf de 16e eeuw en door de Tsjechen in Bohemen tijdens de Hussitische Oorlogen in de 15e eeuw.

## Etymologie
Hetman en varianten op deze naam zijn waarschijnlijk afgeleid uit het Duits: het Oudhoogduitse Hauptmann, dat in het Tsjechisch hejtman wordt genoemd: Haupt betekent "hoofd" en Mann "man" en van het Middelsaksische hoed-man dat in het Pools etman wordt genoemd in de 14e en 15e eeuw en hetman in de 15e eeuw. Hauptmann was een bekende militaire titel in de middeleeuwen en betekende "kapitein", maar komt meer overeen met het hedendaagse "generaal". Er bestaat ook een tegengestelde redenering, namelijk dat het Duitse "Hauptmann" afgeleid is van het Poolse "hetman/hatman", maar deze redenering wordt als erg onwaarschijnlijk gezien. Door eeuwenlange gevechten naast vreedzame coëxistentie beïnvloedden de Poolse en Pruisische staten elkaars militaire tradities (Rittmeister/rotmistrz) en besturen (Rathaus/ratusz, Bürgermeister/burmistrz).